# Pallika (Halinga)
Pallika – wieś w Estonii, w prowincji Parnawa, w gminie Halinga.